# Рустамов, Физули Салах оглы
Рустамов Физули Салах оглы (25 декабря 1965, с. Гусанли, Мир-Баширский район, Азербайджанская ССР — 26 февраля 1992, Ходжалы) — Национальный герой Азербайджана.

## Биография
С 1978 года жил в Ходжалы на попечении дедушки. Окончил местную восьмилетнюю школу. Работал в Ходжалинском виноградарском совхозе №2, а с 1990 года  — на ткацкой фабрике. После демобилизации с военной службы, которую Ф.Рустамов прошел  в г. Рязань Московской области, продолжил трудовую деятельность в Ходжалы.

## Карабахская война
После создания отряда самообороны Ходжалы он вошел в его состав, а затем  продолжил службу  в военном батальоне. Ф.Рустамов вынес с поля боя раненого Национального героя Азербайджана А.Гулиева. Во время ходжалинских событий он трижды возвращался в Ходжалы, выводя из окруженного города в безопасную зону женщин, детей и раненых. В последний момент  сам погиб от вражеской пули.

## Память
В городе Геранбой Физули Салах оглу Рустамову воздвигнут памятник.